# جورج إل. بلوم
جورج إل. بلوم (بالإنجليزية: George L. Blum)‏ هو قاضي أمريكي، ولد في 6 أكتوبر 1869 في يو كلير في الولايات المتحدة، وتوفي بنفس المكان في 4 مايو 1939.